# 아이언마우스
아이언마우스(Ironmouse)는 푸에르토리코계 미국인 버츄얼 유튜버, 가수, 트위치 스트리머이다. 2017년부터 활동한 그녀는 2020년에 출시된 버추얼 유튜버 그룹 VShojo의 창립 멤버이다. 트위치에서 백만 명이 넘는 팔로워를 보유하고 있는 그녀는 플랫폼에서 가장 많이 팔로우되는 영어권 버추얼 유튜버이다. 그녀는 또한 트위치에서 가장 많이 구독한 여성 스트리머 기록을 보유하고 있다.

## 작품

### 비디오 게임
- 2023년: 스마이트 - 페르세포네 역

## 같이 보기
- 인터넷 유명인